# Brassia arachnoidea
Brassia arachnoidea là một loài phong lan.

## Hình ảnh

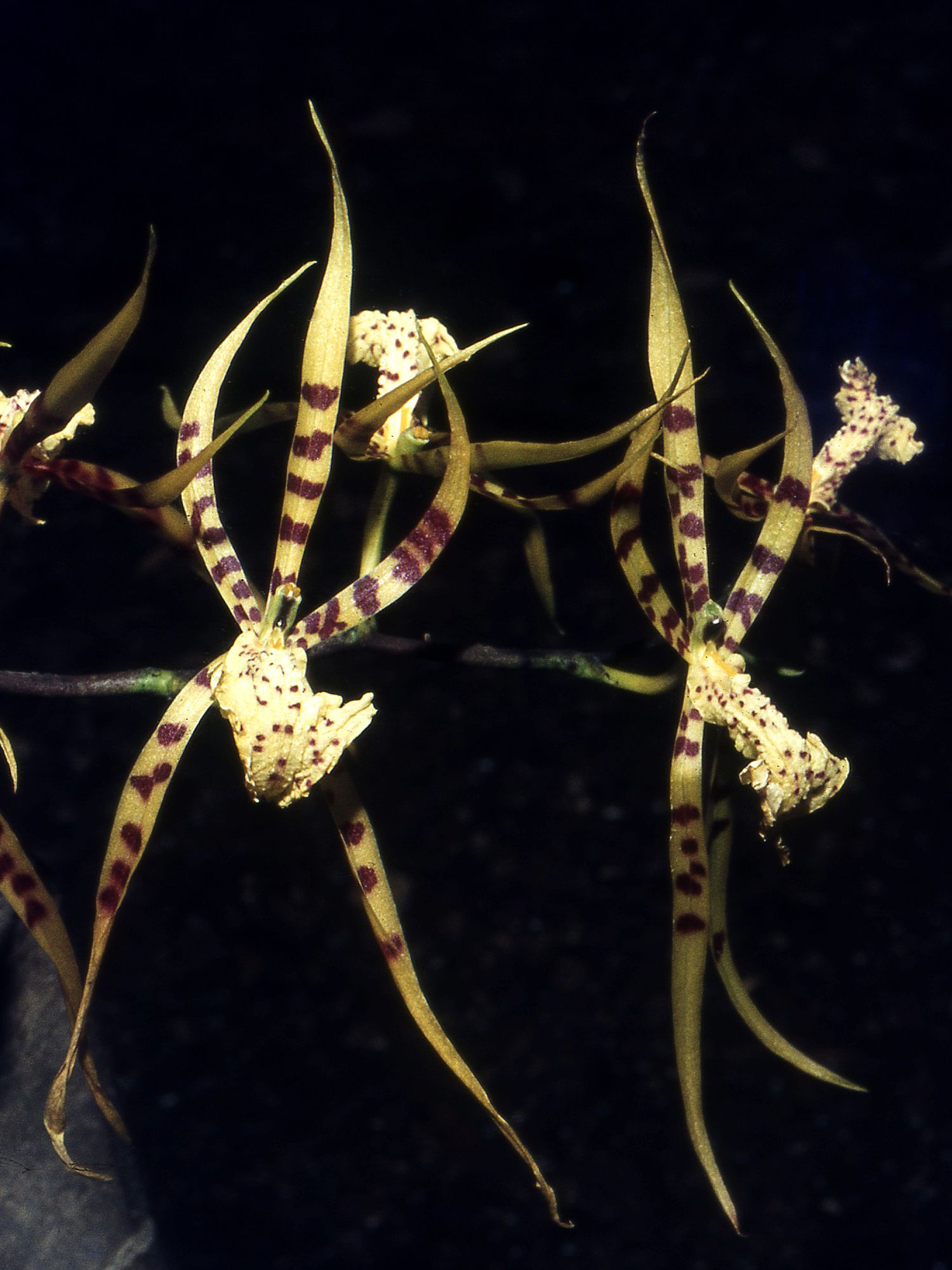